# Lätzchenerdracke
Die Lätzchenerdracke (Atelornis crossleyi) ist ein endemisch auf Madagaskar vorkommender Vogel aus der Familie der Erdracken (Brachypteraciidae).

## Merkmale
Sie ist die kleinste Art der Erdracken und erreicht eine Länge von 24 bis 27 Zentimeter und ein Gewicht von 73 bis 85 Gramm. Sie ist langbeinig und verglichen mit anderen Erdracken relativ schlank. Kopf, Brust und Bauch sind bräunlich gefärbt, wobei die Färbung auf dem Bauch heller ist und einen grünlichen Einschlag bekommt. Die Kehle und der oberste Abschnitt der Brust sind schwarz mit weißen senkrechten Streifen. Die Oberseiten der Flügel und des Schwanzes sind dunkelgrün. Die Iris ist braun; der schmale Schnabel ist schwarz. An der Schnabelbasis befinden sich einige ca. 16 mm lange Borsten. Die Nasenöffnungen sind teilweise von Federn verdeckt. Jungvögel sind weniger kontrastreich und eher olivfarben gefärbt. Kopf und Hals sind ähnlich wie beim Blaukopf-Erdracken (Atelornis pittoides) bläulich-lila gefärbt, die Kehle ist dunkelgrau und zeigt noch keine weißen Streifen.

## Lebensraum und Lebensweise
Die Lätzchenerdracke kommt im Norden und im Osten von Madagaskar in Regenwäldern und Bergwäldern vor und ist ein vorwiegend auf dem Erdboden oder in Bodennähe lebender Standvogel. Ihre Höhenverbreitung reicht von 785 bis 2000 Metern, am häufigsten kommt sie in Höhen zwischen 1250 und 1750 Metern vor. Ihr Lebensraum besteht aus ungestörten Wäldern mit großen Bäumen und dichtem Unterholz, feuchten moosigen Böden und einer tiefen Streuschicht aus verfaulenden Blättern, Ästen und umgefallenen Baumstämmen. An Berghängen, die im Regenschatten liegen und deshalb zu trocken sind, fehlt sie. Sie kann tag-, nacht- oder dämmerungsaktiv sein und ernährt sich von verschiedenen Wirbellosen, z. B. von Ameisen, Käfern und Käferlarven, Schmetterlingen, Raupen, Schaben, Fliegen, Tausendfüßlern, Motten, Schnecken und Wespen. Bei Magenuntersuchungen fand man auch pflanzliches Material. Die Nahrungssuche erfolgt fast ausschließlich auf dem Erdboden. Lätzchenerdracken fliegen nur selten, höchstens um drohenden Gefahren zu entgehen.
Wie alle Erdracken sind Lätzchenerdracken wahrscheinlich monogam und territorial. Die Brutperiode liegt wahrscheinlich in den Monaten Dezember und Januar. Halbwüchsige Jungvögel wurden im späten März gefangen. Erdracken nisten in selbstgegrabenen Röhren im Boden. Eine näher untersuchter Erdröhre hatte einen Durchmesser von 15 bis 20 Zentimeter und war 30 bis 50 Zentimeter tief. Am Ende befand sich eine Nistkammer. Das Gelege bestand aus zwei Eiern. Die Brutdauer und die Zeit bis zum Flüggewerden der Jungvögel ist nicht bekannt.

## Systematik
Die Lätzchenerdracke wurde 1875 durch den englischen Zoologen Richard Bowdler Sharpe erstmals wissenschaftlich beschrieben und zu Ehren des auf Madagaskar tätigen britischen Naturforschers Alfred Crossley benannt. Zusammen mit der Blaukopf-Erdracke (A. pittoides) bildet sie die 1846 durch den französischen Zoologen Jacques Pucheran eingeführte Gattung Atelornis innerhalb der Familie der Erdracken (Brachypteraciidae), die auf Madagaskar endemisch ist und aus insgesamt fünf Arten besteht.

## Gefährdung
Nach Angaben der IUCN ist die Lätzchenerdracke potenziell gefährdet (Near Threatened) und es wird aufgrund von Jagd und der Ausdehnung der Subsistenzlandwirtschaft ein rascher Rückgang der Population erwartet.